# 拉克沙鄉
47°49′N 23°21′E / 47.817°N 23.350°E
拉克沙鄉（羅馬尼亞語：Comuna Racșa, Satu Mare），是羅馬尼亞的鄉份，位於該國西北部，由薩圖馬雷縣負責管轄，面積44平方公里，海拔高度185米，2011年人口3,052，人口密度每平方公里69人。